# Мантовани, Брюно
Брюно Мантовани (фр. Bruno Mantovani; род. 8 октября 1974, Шатийон, О-де-Сен) — французский композитор.

## Биография
Отец — итальянец, мать — испанка. Учился в консерватории Перпиньяна, затем — в Парижской консерватории. Защитил диплом по музыковедению в университете Руана. Совершенствовал своё музыкальное образование в IRCAM.
Со 2 августа 2010 — директор Парижской консерватории.

## Сочинения
- 1997: L’Incandescence de la bruine, для саксофона и фортепиано
- 1998 : Jazz Connotation, для фортепиано
- 1998 : Turbulences, для 12 инструментов
- 1998 : Une autre incandescence, для кларнета, альта и фортепиано
- 1999 : Bug, для кларнета
- 1999 : Le Grand jeu, для перскуссии и электроники
- 1999 : Moi jeu…, для маримбы
- 2000 : Art d'écho, для оркестра
- 2000 : D’un rêve parti, для 6 инструментов
- 2000 : La Morte Meditata на стихи Унгаретти, для меццо-сопрано и ансамбля
- 2000 : Série Noire, для 14 инструментов
- 2001 : Appel d’air, для флейты и фортепиано
- 2001 : Früh, для флейты
- 2001 : Les Danses interrompues, для 6 инструментов
- 2001 : Итальянка, для фортепиано
- 2001 : Troisième Round, для саксофона и ансамбля
- 2001 : You are connected, для струнного трио
- 2002 : Das erschafft der Dichter nicht, для сопрано и ансамбля
- 2002 : Haunted Nights, для кларнета, фортепиано и вибрафона
- 2002 : L’Ere de rien для флейты, кларнета и фортепиано
- 2002 : Le Sette Chiese, pour grand ensemble
- 2002 : Par la suite для флейты и ансамбля
- 2003 : 4 Etudes для фортепиано
- 2003 : East side, west side для 5 инструментов
- 2003 : METAL для двух кларнетов
- 2003 : Mit Ausdruck для бас-кларнета и оркестра
- 2003 : On the dance floor для оркестра
- 2004 : Zapping для флейты и оркестра
- 2005 : 4 пьесы для струнного квартета (Bleu, les Fées, L’Ivresse, BWV 1007)
- 2005 : 5 стихотворений Яноша Пилинского
- 2005 : 6 Pièces pour orchestre
- 2005 : Blue girl with red wagon для струнного квартета и фортепиано
- 2005 : Concerto pour violoncelle для виолончели и оркестра
- 2005 : Con Leggerezza для оркестра
- 2005 : Da Roma для кларнета, альта и фортепиано
- 2005 : Happy B., для флейты, скрипки, альта и виолончели
- 2005 : Le Cycle des gris для оркестра
- 2005 : Little Italy, для альта
- 2005 : Un Souffle для флейты и 4 перкуссий
- 2006 : Cantate n°1 для хора и ансамбля
- 2006 : Entre Parenthèses для фортепиано
- 2006 : L’Autre côté, опера
- 2006 : Quelques effervescences, для альта и фортепиано
- 2006 : Streets, для ансамбля
- 2006 : Suonare для фортепиано
- 2006 : Time Stretch (on Gesualdo) для оркестра
- 2007 : 5 пьес для Пауля Клее, для виолончели и фортепиано
- 2007 : 8’20" chrono для аккордеона
- 2007 : D’une seule voix для скрипки и виолончели
- 2007 : Eclair de Lune, для трёх групп инструменталистов и электроники
- 2007 : Finale для оркестра
- 2007 : Happy hours для скрипки
- 2007 : Квинтет для Бертольта Брехта, для арфы и струнного квартета
- 2007 : Si près, si loin (d’une fantaisie) для двух фортепиано и двух групп инструменталистов
- 2007 : Tocar для арфы
- 2007 : Trait d’union для кларнета
- 2007 : Vier Geistliche Gedichte для камерного хора
- 2008 : 8 Moments musicaux для скрипки, виолончели и фортепиано
- 2008 : Кантата n°2 (на стихи Джакомо Леопарди) для сопрано и кларнета
- 2008 : Похороны Моцарта, для 5 голосов и ансамбля
- 2008 : Monde évanoui (Fragments pour Babylone) , для хора
- 2009 : All’ungarese для скрипки и фортепиано
- 2009 : Концерт для двух альтов с оркестром
- 2009 : Icare для двух фортепиано
- 2009 : Le Livre de Jeb для фортепиано
- 2009 : Le Livre des illusions для оркестра
- 2010 : Сиддхартха, музыка для одноименного балета А.Прельжокажа, поставленного балетной труппой Опера Гарнье
- 2010 : …273… для 17 исполнителей
- 2010 : Камерный концерт № 1 для 17 исполнителей
- 2011 : Ахматова, опера для Оперы Бастилия (рецензию см.: )

## Признание
Премия Джордже Энеску (2000), премия Виктуар де ля мюзик в номинации Композитор года (2009), Орден Искусств и литературы (2010) и др. награды.